# Richard Dronskowski
Richard Dronskowski (* 11. November 1961 in Brilon) ist ein deutscher Chemiker und Physiker. Er hat den Lehrstuhl für Festkörper- und Quantenchemie an der RWTH Aachen inne.

## Leben
Nach dem Abitur am Städtischen Gymnasium Datteln studierte er als Stipendiat der Studienstiftung des deutschen Volkes Chemie und Physik an der Westfälischen Wilhelms-Universität in Münster. Die Diplomarbeiten behandelten „Die Kristallstruktur von Mn2O7“ (1987) und „Rechnungen zur elektronischen Struktur spitzenverknüpfter M6X8-Cluster“ (1989). Nach der bei Arndt Simon am Stuttgarter Max-Planck-Institut für Festkörperforschung angefertigten Dissertation über „Kondensierte Cluster in Oxiden und Arseniden des Molybdäns“ wurde er 1990 von der Universität Stuttgart promoviert. Zwischen 1991 und 1992 war er als Gastwissenschaftler an der Cornell-Universität bei Roald Hoffmann tätig, anschließend als Wissenschaftler am Stuttgarter Max-Planck-Institut für Festkörperforschung und zugleich als Lehrbeauftragter an der Universität Dortmund. Die Habilitation über „Präparative, kristallographische, elektronentheoretische und magnetische Untersuchungen an Bromiden des einwertigen Indiums“ und die Ernennung zum Privatdozenten erfolgten 1995 in Dortmund.
Nach seiner Berufung nahm er 1997 den Lehrstuhl für Anorganische und Analytische Chemie als Direktor des Instituts für Anorganische Chemie der RWTH Aachen an, der 2006 in den Lehrstuhl für Festkörper- und Quantenchemie umbenannt wurde. Zwischenzeitlich war er 2004 als Gastprofessor für Quantentheoretische Werkstoffchemie an der Universität Tōhoku in Sendai tätig.
In seiner Forschung befasst er sich mit der präparativen Festkörperchemie (Carbodiimide, Nitride, Guanidinate, intermetallische Phasen, metastabile Feststoffe, Strukturforschung), mit der Quantenchemie des festen Zustands (Elektronenstruktur, Chemische Bindung, Magnetismus, Modellierung, Phasenvorhersage, Thermochemie) und mit Neutronendiffraktion.  

## Auszeichnungen
- 1990 Otto-Hahn-Medaille der Max-Planck-Gesellschaft
- 1996 Preis der Angewandten Chemie
- 1997 Chemiedozentenpreis des Verbandes der Chemischen Industrie
- 2014 Distinguished Professorship der RWTH Aachen für das Projektvorhaben Crystal Structure of Carbonic Acid[1], erfolgreich 2022 abgeschlossen[2]
- 2015 Innovation Award der RWTH Aachen[3]

## Mitgliedschaften
- Redaktionsbeirat des Journal of Solid State Chemistry
- Redaktionsbeirat von Inorganics
- Redaktionsbeirat des Journal of Physics: Condensed Matter
- Gewähltes Mitglied des Komitees Forschung mit Neutronen
- Wissenschaftlicher Beirat der Europäischen Spallationsquelle
- Gesellschaft Deutscher Chemiker (GDCh)
- American Chemical Society (ACS)
- Deutsche Physikalische Gesellschaft (DPG)
- Deutsche Gesellschaft für Kristallographie (DGK)
- Arbeitsgemeinschaft Theoretische Chemie
- World Association of Theoretically Oriented Chemists (WATOC)

## Weitere Betätigungen
Dronskowski spielte Klarinette im Collegium Musicum der RWTH Aachen.

## Veröffentlichungen (Auswahl)
- R. Dronskowski, P. E. Blöchl, Crystal Orbital Hamilton Populations (COHP). Energy-Resolved Visualization of Chemical Bonding in Solids Based on Density-Functional Calculations, J. Phys. Chem. 1993, 97, 8617.
- R. Dronskowski, Synthesis, Structure, and Decay of In4Br7, Angew. Chem. Int. Ed. Engl. 1995, 34, 1126.
- G. A. Landrum, R. Dronskowski, The Orbital Origins of Magnetism: From Atoms to Molecules to Ferromagnetic Alloys, Angew. Chem. Int. Ed. 2000, 39, 1560.
- R. Dronskowski, K. Korczak, H. Lueken, W. Jung, Chemically Tuning between Ferromagnetism and Antiferromagnetism by Combining Theory and Synthesis in Iron/Manganese Rhodium Borides, Angew. Chem. Int. Ed. 2002, 41, 2528.
- J. von Appen, R. Dronskowski, Predicting new ferromagnetic nitrides from electronic structure theory: IrFe3N and RhFe3N, Angew. Chem. Int. Ed. 2005, 43, 1205.
- X. Liu, M. Krott, P. Müller, C. Hu, H. Lueken, R. Dronskowski, Synthesis, Crystal Structure, and Properties of MnNCN, the First Carbodiimide of a Magnetic Transition Metal, Inorg. Chem. 2005, 44, 3001.
- R. Dronskowski, Computational Chemistry of Solid State Materials, Wiley-VCH 2005
- J. von Appen, M.-W. Lumey, R. Dronskowski, Mysterious Platinum Nitride, Angew. Chem. Int. Ed. 2006, 45, 4365.
- M. Wuttig, D. Lüsebrink, D. Wamwangi, W. Wełnic, M. Gilleßen, R. Dronskowski, The role of vacancies and local distortions in the design of new phase-change materials, Nature Mater. 2007, 6, 122.
- B. P. T. Fokwa, H. Lueken, R. Dronskowski, Rational synthetic tuning between itinerant antiferromagnetism and ferromagnetism in the complex boride series Sc2FeRu5–nRhnB2 (0 ≤ n ≤ 5), Chem. Eur. J. 2007, 13, 6040.
- X. Tang, H. Xiang, X. Liu, M. Speldrich, R. Dronskowski, A Ferromagnetic Carbodiimide: Cr2(NCN)3, Angew. Chem. Int. Ed. 2010, 49, 4738.
- R. P. Stoffel, C. Wessel, M.-W. Lumey, R. Dronskowski, Ab Initio Thermochemistry of Solid-State Materials, Angew. Chem. Int. Ed. 2010, 49, 5242.
- V. L. Deringer, A. L. Tchougréeff, R. Dronskowski, Crystal Orbital Hamilton Population (COHP) Analysis as Projected from Plane-Wave Basis Sets, J. Phys. Chem. A 2011, 115, 5461.
- P. K. Sawinski, M. Meven, U. Englert, R. Dronskowski, Single-crystal neutron diffraction study on guanidine, CN3H5, Cryst. Growth and Design 2013, 13, 1730.
- V. L. Deringer, R. P. Stoffel, A. Togo, B. Eck, M. Meven, R. Dronskowski, Ab initio ORTEP drawings: a case study of N-based molecular crystals with different chemical nature, CrystEngComm 2014, 16, 10907.
- R. Missong, J. George, A. Houben, R. Dronskowski, Synthesis, Structure, and Properties of SrC(NH)3, a Nitrogen-based Carbonate Analogue with the Trinacria Motif, Angew. Chem. Int. Ed. 2015, 54, 12171.
- X. Liu, J. George, S. Maintz, R. Dronskowski, β-CuN3: The Overlooked Ground-State Polymorph of Copper Azide with Heterographene-Like Layers, Angew. Chem. Int. Ed. 2015, 54, 1954.
- P. Jacobs, A. Houben, W. Schweika, A. L. Tchougréeff, R. Dronskowski, A Rietveld refinement method for angular- and wavelength-dispersive neutron time-of-flight powder-diffraction data, J. Appl. Crystallogr. 2015, 48, 1627.
- M. T. Sougrati, A. Darwiche, X. Liu, A. Mahmoud, R. P. Hermann, S. Jouen, L. Monconduit, R. Dronskowski, L. Stievano, Transition-metal carbodiimides as Molecular Negative Electrode Materials for Lithium- and Sodium-Ion Batteries with Excellent Cycling Performances, Angew. Chem. Int. Ed. 2016, 55, 5090.
- S. Maintz, V. L. Deringer, A. L. Tchougréeff, R. Dronskowski, LOBSTER: A Tool to Extract Chemical Bonding from Plane-Wave Based DFT, J. Comput. Chem. 2016, 37, 1030.
- R. Dronskowski, S. Kikkawa, A. Stein (Eds.): Handbook of Solid State Chemistry (in six volumes), Wiley-VCH (2017).